# Gerhard Neukum

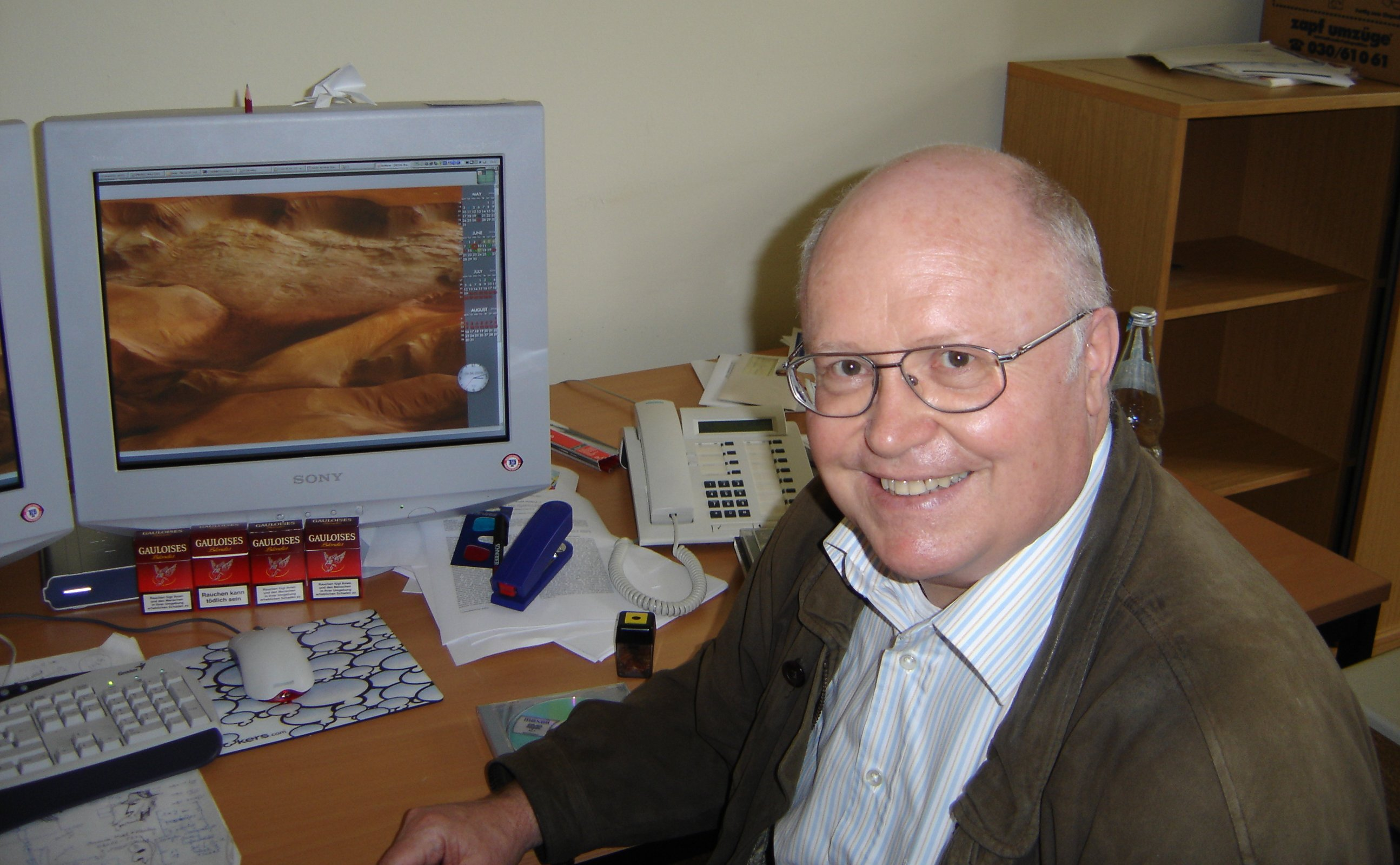
Gerhard Neukum im Institut für Geowissenschaften der FU Berlin.

Gerhard Neukum (* 23. Februar 1944 in Johnsdorf, Reichsgau Sudetenland; † 21. September 2014 in Berlin) war ein deutscher Planetenforscher und Professor an der Freien Universität Berlin. Große Bekanntheit erlangte er durch das von ihm entwickelte Modell zur Altersbestimmung einer planetaren Oberfläche anhand der Zahl der Einschlagskrater.

## Werdegang
Neukum studierte an der Ruprecht-Karls-Universität Heidelberg Physik und promovierte über die Einschlagskrater auf dem Mond. 1983 habilitierte er sich an der Ludwig-Maximilians-Universität München in Geophysik/Planetologie und wurde dort 1989 zum außerplanmäßigen Professor ernannt.
Seit 1997 war er Professor am Institut für Geologische Wissenschaften der Freien Universität Berlin. Zwischen 1993 und 2002 war er in Berlin-Adlershof Direktor des Institutes für Planetenerkundung des Deutschen Zentrums für Luft- und Raumfahrt (DLR).
Während seiner Zeit als Institutsdirektor des DLR in Berlin entstand in Zusammenarbeit mit industriellen Partnern eine digitale Stereokamera (High Resolution Stereo Camera; HRSC), die derzeit auf der ESA-Mission Mars Express im Einsatz ist und vom DLR in Berlin-Adlershof betrieben wird. Neukum war bei Mars Express als Hauptwissenschaftler am Kameraexperiment HRSC und als Mitglied des Kamerateams auf der Cassini-Mission der NASA und ESA am Saturn sowie als Co-Investigator an der Kometenmission Rosetta und der Asteroidenmission Dawn beteiligt.
Im April 1996 wurde der Asteroid (6150) Neukum nach ihm benannt.
Im September 2017 gab die IAU einem 102 km breiten Marskrater in der Noachis-Terra-Region zu Ehren Neukums den Namen „Neukum-Krater“.